# 人民幣國際化
人民幣國際化（英語：Internationalization of the Renminbi）是指人民幣在中華人民共和國境外流通並成為國際計價、儲備和結算貨幣。自2000年代末以来，中华人民共和国一直在推進人民币国际化。2009年，中国開展跨境贸易人民币试点结算。2014年，香港取消了本地居民每天2万元人民币的兑换限额。截至2014年底，根据SWIFT的报告，人民币已成為全球第五大交易貨幣，占SWIFT支付總額的2.2%，仅次于日元（2.7%）、英镑（7.9%）、欧元（28.3%）和美元（44.6%）。2015年，國際貨幣組織將人民幣納入特別提款權，2016年10月1日正式生效。截至2023年5月，包括阿根廷、巴西、俄羅斯、沙烏地阿拉伯、法國等30個國家與中國大陸進行貿易時都用人民幣進行結算。